# Kullings-Skövde kyrka
Kullings-Skövde kyrka är en kyrkobyggnad i utkanten av Vårgårda samhälle. Den tillhör sedan 2002 Algutstorps församling i Skara stift.

## Kyrkobyggnaden
Den romanska stenkyrkan uppfördes under 1100-talet eller 1200-talet och delar av den äldsta kyrkan finns kvar i det rektangulära långhusets västra del. Murarna är vitputsade och fönsteröppningarna rundvälvda. I öster finns en 1828 utbyggd korabsid, utsmyckad 1931 med målningar av Gunnar Erik Ström. Tornet i väster, som kröns av huv med lanternin, uppfördes så sent som 1859. Under 1800-talet fick kyrkan genom om- och tillbyggnader sin nuvarande empirkaraktär. En ingång leder genom tornets bottenvåning och en annan finns på långhusets sydsida. Sakristian är från 1931, då kyrkan genomgick en stor restaurering. Den var tidigare avdelad i kyrkans östra del.
Utanför kyrkan finns en stiglucka med sockel av granit uppförd 1955 efter ritningar av arkitekt Axel Forssén.

## Inventarier
- En tronande madonnaskulptur från 1200-talets senare del, troligen utförd i lind. Höjd 152 cm.[1]
- En ytterligare madonna som står på månskäran, utförd på 1400-talet i ek, placerad i altarskåp. Skulpturens höjd: 40 cm. Förvaras i Göteborgs stadsmuseums samlingar.[1][2]
- Ett nytt altarskåp, inspirerat av det gamla, utfört av Kjell Sjögren och anskaffat 1986.
- Medeltida dopfunt och triumfkrucifix.
- Nuvarande predikstol med ljudtak byggdes 1931.

### Klockor
Storklockan är av en senmedeltida typ, vars enda ornering är ett tomt skriftband runt halsen.

## Orglar
- Kyrkans första orgel, placerad på läktaren i väster, byggdes av Carl Axel Härngren i Lidköping år 1897 och hade tio stämmor.
- Det andra verket byggdes 1936 av Hammarbergs Orgelbyggeri AB och hade tolv stämmor fördelade på två manualer och pedal.
- Det nuvarande mekaniska orgelverket byggdes 1982 av den danska firman Marcussen & Søn och omfattar 24 stämmor fördelade på två manualer och pedal. Härngrens ljudande fasad från 1897 har bevarats.[4] Disposition enligt nedan.

| Huvudverk         | Svällverk       | Pedalverk     | Koppel |
| Gedacktpommer 16' | Rörflöjt 8'     | Subbas 16'    | I/P    |
| Principal 8'      | Salicional 8'   | Oktava 8'     | II/P   |
| Gedackt 8'        | Voix céleste 8' | Gedackt 8'    | II/I   |
| Oktava 4'         | Principal 4'    | Oktava 4'     |        |
| Koppelflöjt 4'    | Traversflöjt 4' | Blockflöjt 2' |        |
| Oktava 2'         | Waldflöjt 2'    | Basun 16'     |        |
| Mixtur IV-V       | Oktava 1'       |               |        |
| Trumpet 8'        | Sesquialtera II |               |        |
|                   | Scharf III      |               |        |
|                   | Cromone 8'      |               |        |
|                   | Tremulant       |               |        |

## Bildgalleri

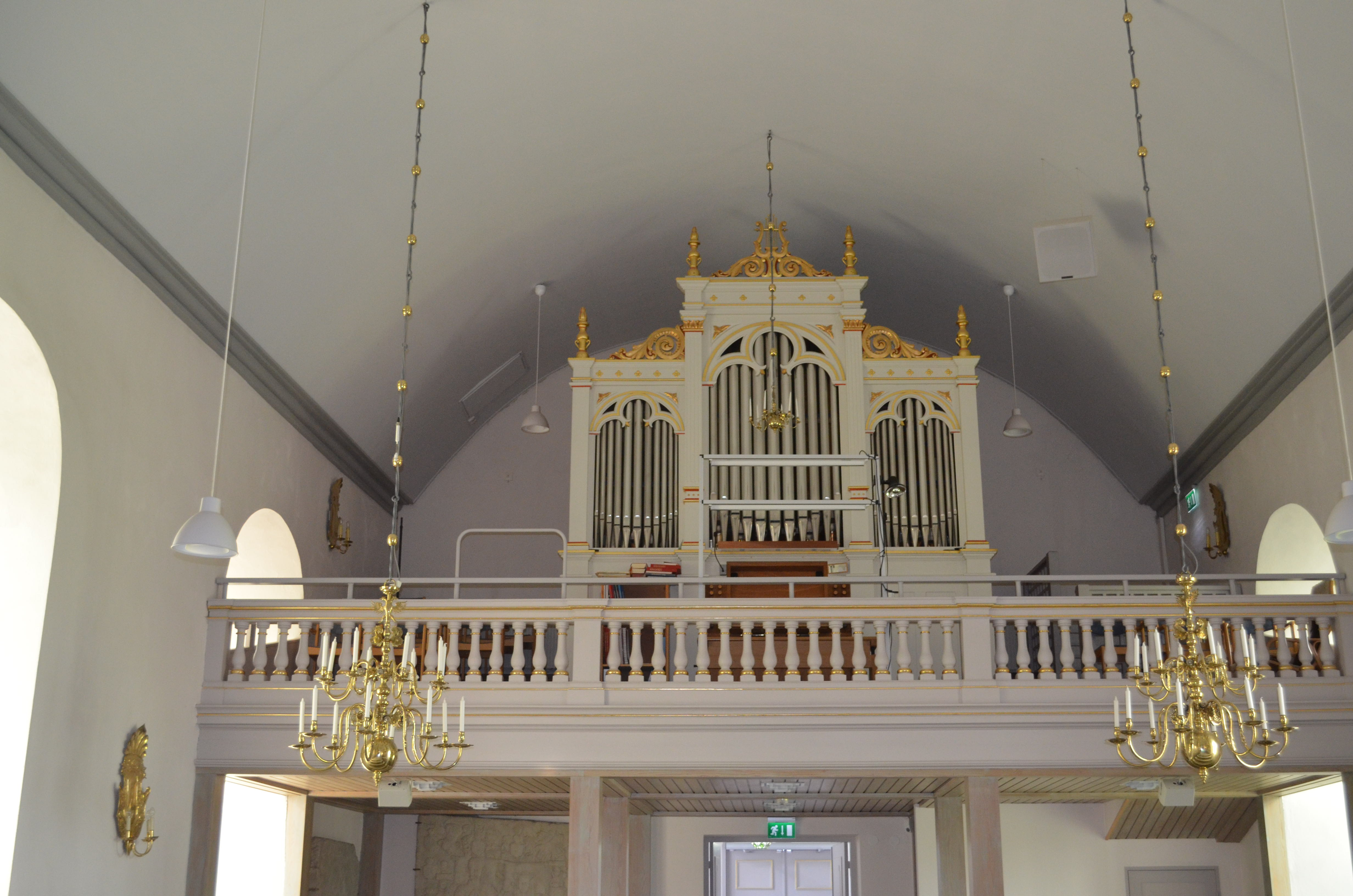
Kullings-Skövde kyrkas kyrkorgel
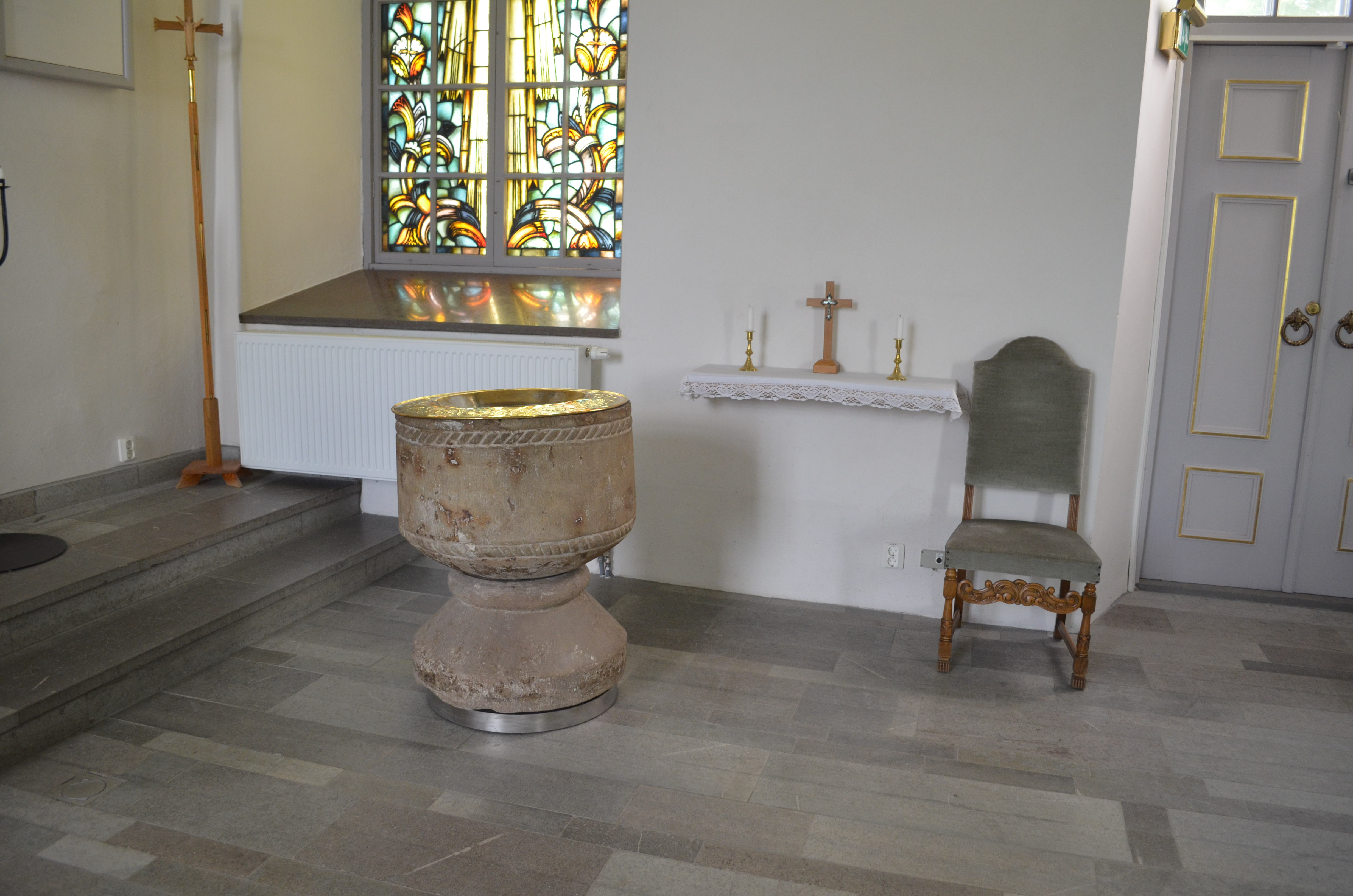
Kullings-Skövde kyrkas dopfunt
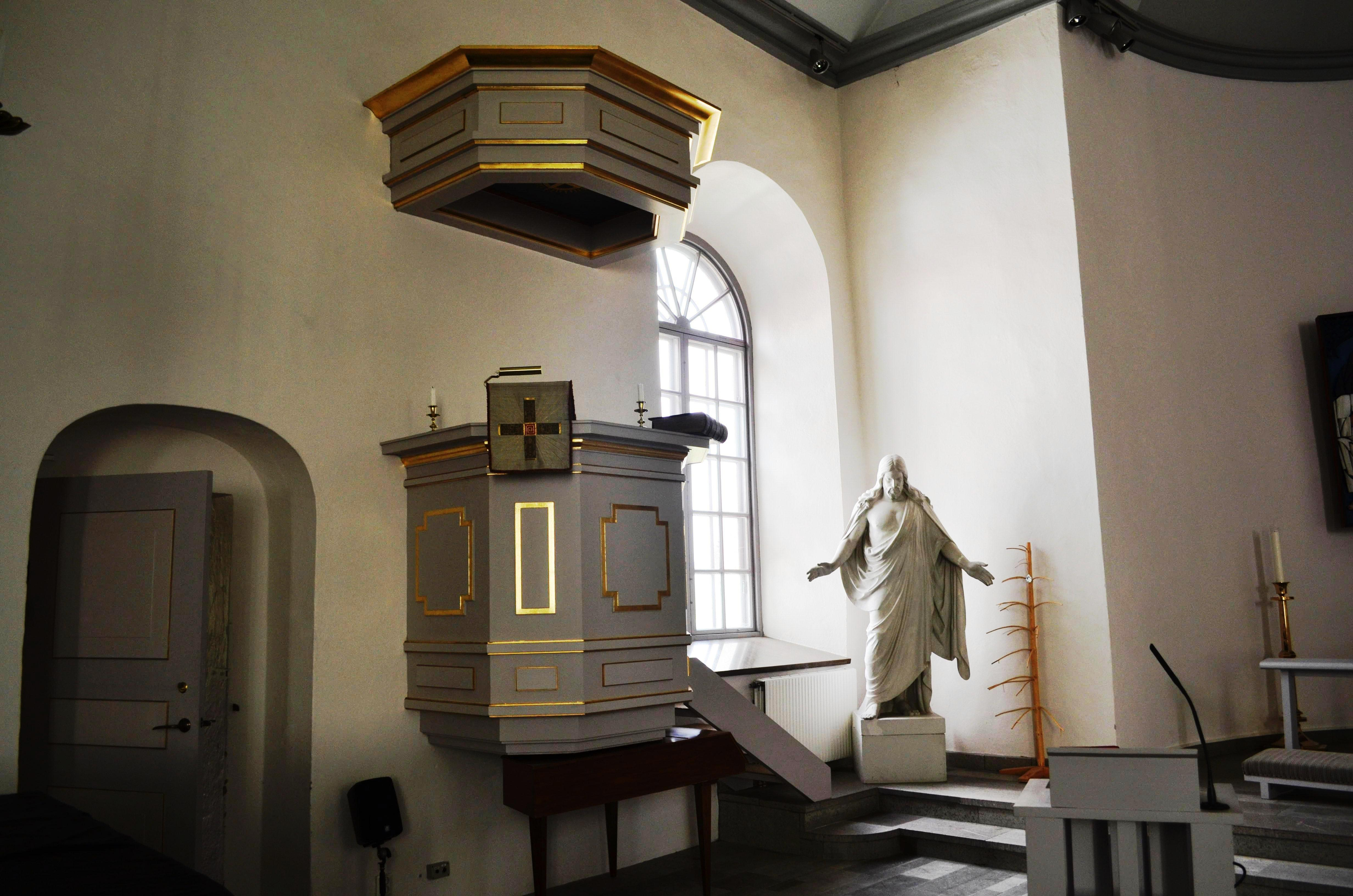
Kullings-Skövde kyrkas predikstol
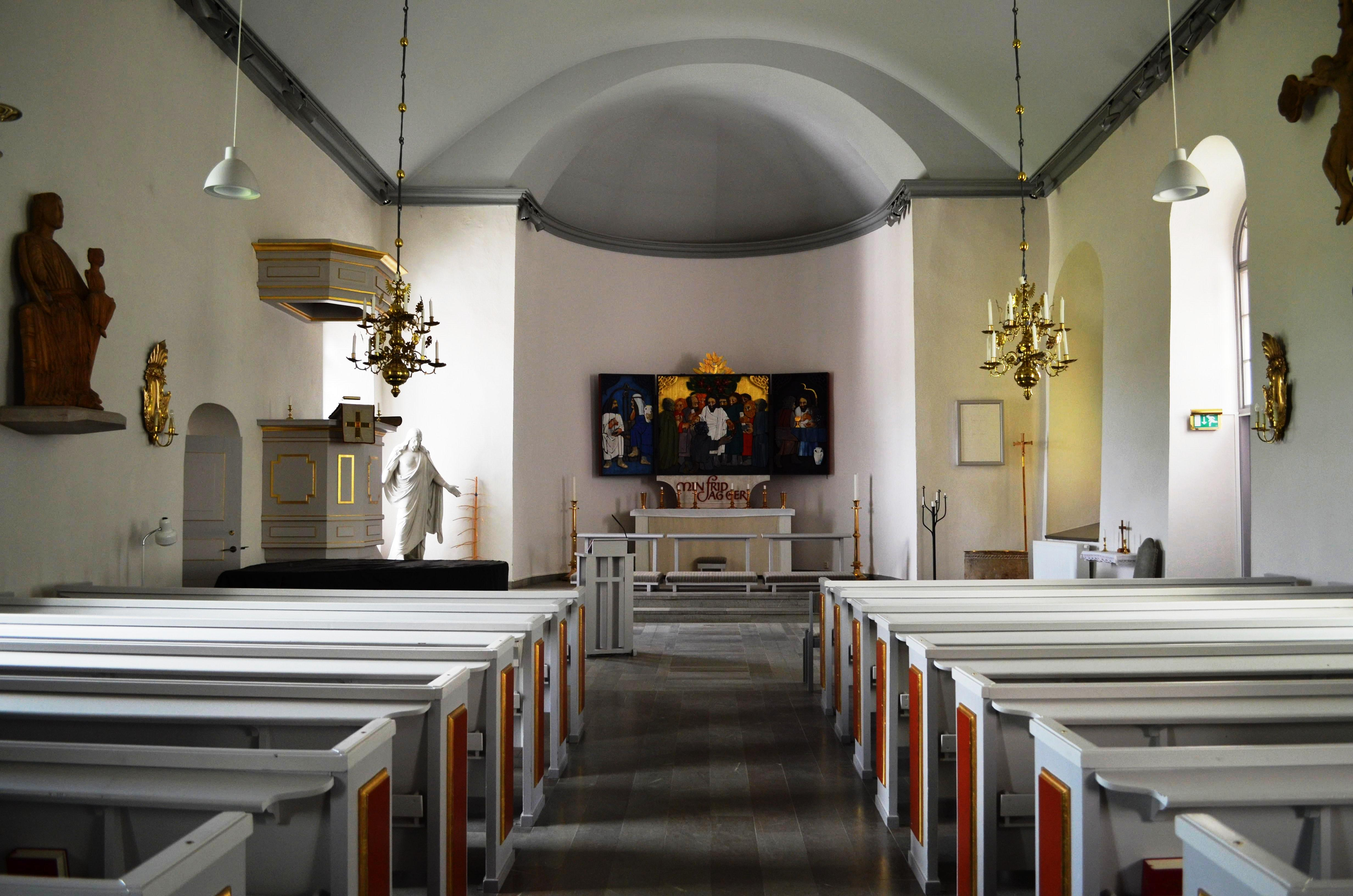
Kullings-Skövde kyrkas kyrksal